# Безенчук
Безенчу́к — посёлок городского типа, административный центр Безенчукского района Самарской области России, а также городского поселения Безенчук. Находится на 14 месте из 206 по численности населения среди посёлков городского типа Российской Федерации.
Население 20 516 чел. (2021).

## История
Деревня Безенчук впервые упоминается в 1860-х годах. В современном расположении посёлок Безенчук был образован в 1886 году в ходе строительстве участка Самаро-Златоустовской железной дороги (сначала он назывался «Посёлок Путейцев»).
В 1928 году Безенчук имел статус деревни. В ней было 117 дворов и жило 679 человек. По другим данным деревня Безенчук, упоминавшаяся в 1861 году, находилась на реке Безенчук выше по течению от села Васильевка. С 1935 года носила название деревня Красносёлки. До 1935 года, когда был образован Безенчукский район, и образован районный центр Безенчук путём слияния нескольких населённых пунктов, на территории современного посёлка Безенчук находились железнодорожная станция Безенчук, бывший посёлок Путейцев, БОС (Безенчукская опытная станция) и несколько хуторов, названия некоторых из которых сохранилось до сих пор в народном сознании — Калга, Попович и другие.
В 1958 году поселение получило статус посёлка городского типа. В 1950-х годах в окрестностях были открыты месторождения нефти. Началось развитие нефтедобывающих предприятий и быстрый рост посёлка.

## География
Посёлок расположен в 63 км к юго-западу от областного центра города Самары. Название произошло от реки Безенчук, протекающей рядом. Насчёт названия реки, ставшего и  названием посёлка, есть такие версии:
- от названия тюркско-печенежных племен, проживающих в IX веке на территории Среднего Поволжья, - "безене";
- от сочетания чувашских слов «безань» – маленькая и «чук» – река;
- от чувашского названия травы татарник – «безентик»[3][уточнить][прояснить].

Если исходить из того, что названия реки, деревни на ней (нынешних Красносёлок), пгт, а  также чувашского села Никольское до 1795 года (Писенчик), происходят из одного корня, с очень  большой вероятностью следует происхождение  топонима  от чувашского слова пиçен (читается [пизень], колючее растение вообще), которое при присоединении к нему суффикса -чĕк (-чик)  означает — место, где растёт колючая трава. 

### Климат
Климат умеренный континентальный. Минимальная температура была зафиксирована 22 января 1942 года (−47,3 °C), а максимальная — в августе 2010 года и составляла +42,5 °C.
- Среднегодовая относительная влажность воздуха — 72 %. Среднемесячная влажность — от 54 % в мае до 85 % в ноябре и декабре.
- Среднегодовая скорость ветра — 2,8 м/с. Среднемесячная скорость — от 2,3 м/с в августе до 3,2 м/с в апреле[5].

| Показатель                    | Янв.  | Фев.  | Март | Апр.  | Май   | Июнь | Июль | Авг. | Сен. | Окт.  | Нояб. | Дек.  | Год   |
| ----------------------------- | ----- | ----- | ---- | ----- | ----- | ---- | ---- | ---- | ---- | ----- | ----- | ----- | ----- |
| Абсолютный максимум, °C       | 5,1   | 6,5   | 19,6 | 32,4  | 37,3  | 40,0 | 41,0 | 42,5 | 35,5 | 27,7  | 16,7  | 7,5   | 42,5  |
| Средний суточный максимум, °C | −6,3  | −5,7  | 1,1  | 13,5  | 22,5  | 26,3 | 28,2 | 26,6 | 20,1 | 11,3  | 1,5   | −4,8  | 11,2  |
| Средняя температура, °C       | −10   | −10,2 | −3,7 | 7,3   | 15,5  | 19,7 | 21,7 | 19,7 | 13,6 | 6,4   | −1,7  | −8,1  | 5,9   |
| Средний суточный минимум, °C  | −14   | −14,6 | −8,1 | 1,9   | 8,7   | 13,1 | 15,0 | 13,3 | 8,0  | 2,3   | −4,5  | −11,5 | 0,8   |
| Абсолютный минимум, °C        | −47,3 | −40,1 | −34  | −25,8 | −10,8 | −1,7 | 3,0  | 0,4  | −8,5 | −20,3 | −30,6 | −40,2 | −47,3 |
| Норма осадков, мм             | 39    | 31    | 30   | 32    | 31    | 46   | 47   | 35   | 42   | 37    | 34    | 36    | 440   |
| Источник:                     |       |       |      |       |       |      |      |      |      |       |       |       |       |

| Показатель              | Янв.  | Фев.  | Март | Апр.  | Май  | Июнь | Июль | Авг. | Сен. | Окт.  | Нояб. | Дек.  | Год   |
| ----------------------- | ----- | ----- | ---- | ----- | ---- | ---- | ---- | ---- | ---- | ----- | ----- | ----- | ----- |
| Абсолютный максимум, °C | 5,1   | 6,5   | 19,6 | 32,4  | 35,8 | 40,0 | 41,0 | 42,5 | 35,2 | 27,7  | 16,7  | 7,5   | 42,5  |
| Средняя температура, °C | −10,2 | −10,4 | −4,3 | 7,0   | 14,9 | 19,7 | 21,4 | 19,3 | 13,3 | 6,0   | −2,4  | −8,4  | 5,5   |
| Абсолютный минимум, °C  | −47,3 | −41,4 | −34  | −25,8 | −7,4 | −1,7 | 3,0  | 0,4  | −8,9 | −20,3 | −30,6 | −40,2 | −47,3 |
| Норма осадков, мм       | 38    | 31    | 25   | 30    | 31   | 54   | 53   | 42   | 41   | 40    | 37    | 35    | 457   |
| Источник: .             |       |       |      |       |      |      |      |      |      |       |       |       |       |

## Население
| 1959    | 1970    | 1979    | 1989    | 2002    | 2010    | 2012    | 2013    | 2014    |
| ------- | ------- | ------- | ------- | ------- | ------- | ------- | ------- | ------- |
| 10 376  | ↗12 605 | ↗17 670 | ↗23 650 | ↗23 921 | ↘22 952 | ↘22 742 | ↘22 583 | ↘22 507 |
| 2015    | 2016    | 2017    | 2018    | 2019    | 2020    | 2021    |         |         |
| ↘22 499 | ↗22 526 | ↗22 618 | ↘22 387 | ↘22 039 | ↘21 839 | ↘20 516 |         |         |

## Экономика
В посёлке работают заводы: железобетонных изделий, маслоперерабатывающий. Также имеются хлебокомбинат, элеватор, маслоэкстракционный завод, мясоперерабатывающее предприятие, предприятие по производству комбикормов, птицефабрика (обанкротилась и не функционирует).
В 1903 году в Безенчуке была создана опытная станция по выращиванию зерновых культур. Затем на её основе был образован Самарский НИИ сельского хозяйства им. Н. М. Тулайкова, известный по сортам пшеницы, селекционированным в нём.
В районе ведётся добыча и транспортировка нефти, работают фермерские хозяйства.

## Транспорт

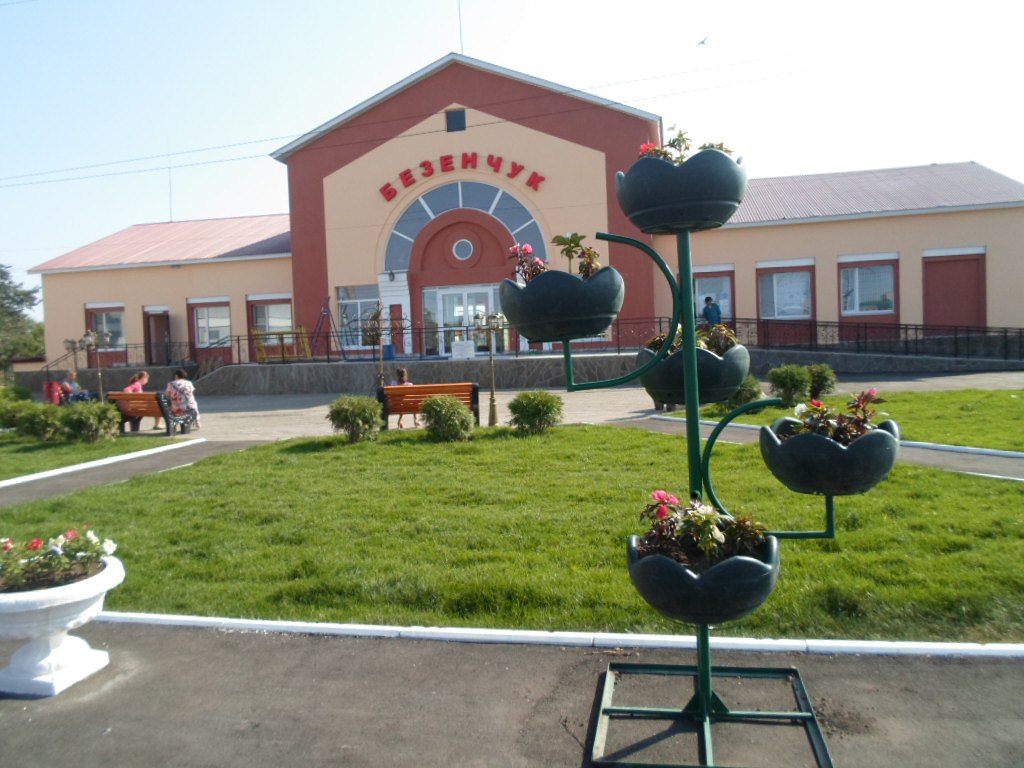
Безенчукский железнодорожный вокзал после капитального ремонта 2 сентября 2014 г.

В посёлке расположена узловая железнодорожная станция Безенчук Куйбышевской железной дороги Есть линия маршруток Самарской автобусной компании.

## Культура
В посёлке функционируют: четыре общеобразовательные школы, аграрный техникум (ведётся обучение по нескольким специальностям — агрономия, строительство, бухгалтерия, товароведение и технология), медицинское училище, а также государственное образовательное учреждение дополнительного профессионального образования «Самарская школа управления агропромышленным комплексом». Действуют ЦДТ «Камертон», ДК «Мелиоратор», спортивная школа, Дом молодёжных организаций, ДК «Радуга», а также Детская Школа Искусств.

## Телевидение и связь
Территория посёлка входит в зону уверенного приёма сетей: «МегаФон» (GSM 900/1800/3G/4G, LTE), МТС (GSM 900/1800/3G), «Билайн (GSM 900/1800/3G), Yota, Теле-2» (GSM 900/1800/3G), «Ростелеком» (услуги связи и ADSL, FTTB интернет).
В районе с ноября 2005 года работает телекомпания Аспект, телепрограммы выходят совместно с телекомпанией МИР, на 38 ТВК вещает канал Губерния. Уверенно принимается сигнал телекомпаний аналогового телевидения из городов Самара, Новокуйбышевск, Тольятти. Посёлок входит в зону вещания цифрового эфирного телевидения, компания Ростелеком предоставляет услуги цифрового интерактивного телевидения.

## Учебный вертолётный полк
С 1953 по 2003 год на южной окраине посёлка располагался учебный вертолётный полк Сызранского высшего военного авиационного училища лётчиков (ныне филиал ВУНЦ ВВС «ВВА им. Н. Е. Жуковского и Ю. А. Гагарина») (в период 1993(4)—1999 годов полк относился к Уфимскому высшему военному авиационному училищу лётчиков). Обучение курсантов проводилось преимущественно в летнее время. До 1972 года полк был оснащён вертолётами Ми-1, затем Ми-2У, с 1994 года проводилась замена лётного парка вертолётами Ми-8. Жилые дома военного городка располагались вне территории воинской части.
В 2003 году полк был расформирован. К 2009 году территория воинской части с аэродромом Безенчук пришла в состояние запущения. Жилой фонд бывшего военного городка передан муниципалитету. Вертолёт Ми-2, ранее стоявший у КПП, группой энтузиастов из числа военных пенсионеров превращён в памятник с табличкой «В память о былом» и установлен на территории бывшего жилого комплекса.

## Городское поселение
С 2005 года — центр одноимённого городского поселения. В состав поселения также входят: посёлки Новооренбургский, Сосновка; железнодорожный разъезд Восток, деревня Дмитриевка.